# Sånger från vår fjärran jord
Sånger från vår fjärran jord (engelska: The Songs of Distant Earth) är en science fiction-roman av Arthur C. Clarke, ursprungligen utgiven 1986 och baserad på en novell av honom med samma namn, publicerad 1958. I berättelsen skildras en framtida civilisation som tvingats lämna Jorden, efter att Solen blivit en nova.

### Fotnoter
1. ↑  Gerald Jones: The Songs of Distant Earth. New York Times 11 May 1986: http://www.nytimes.com/books/97/03/09/reviews/clarke-distant.html